# BRP Katapangan
Le BRP Katapangan (PG-103) est le troisième navire de la classe Kagitingan, des patrouilleurs côtiers de la marine philippine.
Il a été construit au chantier naval de Cavite ou, selon d’autres sources, à la Philippine Dockyard Corporation, également située dans la baie de Manille. Il entré en service en 1982 (ou 1980 selon d’autres sources) sous le numéro de coque PG-103,,.
Tous les navires de la classe Kagitingan ont été mis hors service en 1992. En raison d’un besoin pressant, les navires ont été réhabilités et remis en service en 1994 dans le cadre d’une large augmentation du budget militaire. Certaines sources suggérent que le PG-103 est en réserve ou utilisé pour l’entraînement, ou comme réserve de pièces de rechange pour les navires de la classe Kagitingan restant opérationnels.